# That day (Golden Earring)
That day was de tweede single van The Golden Earrings.
Bij de opname van hun eerste single Please go ondervonden de band en muziekproducent Fred Haayen de begrenzingen van de Nederlandse opnameapparatuur. Niet alleen de geluidskwaliteit was in hun oren niet voldoende, maar ook de mensen die de apparatuur moesten bedienen bleken onvoldoende affiniteit met nederbiet te hebben. Daarom trokken band, Haayen en diskjockey Jan van Veen naar Londen om hun tweede single (opnieuw) op te nemen. Plaats van handeling was de Pye Studios, waar op dat moment (januari 1966) de Rolling Stones met de opname van hun single Back Street Girl bezig waren. The Golden Earrings hadden inmiddels ontdekt dat op populaire muziek toch vaak een piano te horen was en daarom namen ze Aad den Dulk mee, vriend van Jaap Eggermont.
Ter promotie mocht de band optreden in Voor de vuist weg van Willem Duys en Moef Ga Ga van Willem van Kooten. Vlak daarna kwam het plaatje met B-kant The words I need binnen in de Nederlandse Top 40, die ook onder toezicht van Willem van Kooten werd samengesteld. That day stond in de Parool Top 20 dertien weken genoteerd met een hoogste notering op plaats 2; slechts voorbijgestreefd door The Beatles en The Overlanders met Michelle (gecombineerde notering). In de Nederlandse Top 40 stond het vijftien weken met vijf keer een tweede plaats; ook daarin werd het van de eerste plaats afgehouden door Michelle. In de eerste weken na uitgave gingen er 64.000 exemplaren over de toonbank.
De vlucht naar het buitenland had invloed op andere bands binnen de Nederbiet. Collega- en concurrerende band The Motions vond ook hun weg naar Londen; zij namen Willem van Kooten mee. Die vlucht zorgde er voor dat de geluidsstudio's inclusief personeel langzaamaan gemoderniseerd werden, al ging dat met horten en stoten.

## NPO Radio 2 Top 2000
| Nummer met noteringen in de NPO Radio 2 Top 2000 | '99  | '00  | '01  | '02  | '03  | '04  | '05  | '06  | '07 | '08  |
| ------------------------------------------------ | ---- | ---- | ---- | ---- | ---- | ---- | ---- | ---- | --- | ---- |
| That day                                         | 1181 | 1193 | 1697 | 1504 | 1758 | 1886 | 1744 | 1754 | -   | 1912 |

1. ↑  Een '-' betekent dat het nummer niet was genoteerd en een vetgedrukt getal geeft de hoogste notering aan.
2. ↑  Deze tabel is bijgewerkt tot en met de meest recente editie (2024).

Discografie